# Бати Ролан
Бати Ролан (фр. Bâtie-Rolland) насеље је и општина у источној Француској у региону Рона-Алпи, у департману Дром која припада префектури Валанс.
По подацима из 2011. године у општини је живело 910 становника, а густина насељености је износила 109,24 становника/km². Општина се простире на површини од 8,33 km². Налази се на средњој надморској висини од 144 метара (максималној 210 m, а минималној 130 m).

## Демографија
| 1962. | 1968. | 1975. | 1982. | 1990. | 1999. | 2011. |
| ----- | ----- | ----- | ----- | ----- | ----- | ----- |
| 577   | 578   | 603   | 637   | 712   | 814   | 910   |

График промене броја становника у току последњих година